# A 워드
《A 워드》(영어: The A Word)는 2016년부터 현재까지 방영된 영국의 드라마이다.